# Breal de Orocual
El Breal de Orocual es el yacimiento asfáltico más grande del planeta, el cual cuenta con 37000 metros de profundidad y aproximadamente 18500 metros cuadrados, y es un yacimiento fosilífero que data del pleistoceno tardío, hace aproximadamente de 3 a 2,5 millones de años atrás.Está ubicado en el municipio Piar, Estado Monagas, en Venezuela.

## Historia
Este yacimiento fue descubierto en 2006, durante la excavación de una trinchera para la instalación de un oleoducto en las afueras de la ciudad de Maturín por parte de Pdvsa, en la cual los trabajadores se percataron de osamentas de animales en buen estado de conservación, lo que ocasionó la paralización de los trabajos en esa zona.
Tras este informe se encargó la investigación a Ascanio Rincón, un paleontólogo Venezolano reconocido, y ha sido excavado por el IVIC usando fondos de Pdvsa para las excavaciones fosilíferas. En un muestreo inicial presentado en 2007, durante la 67 reunión anual de la Sociedad de Paleontología de Vertebrados, llevada a cabo en Austin, Texas, se reportaron 34 taxones de la megafauna del pleistoceno.

## Ejemplares fósiles

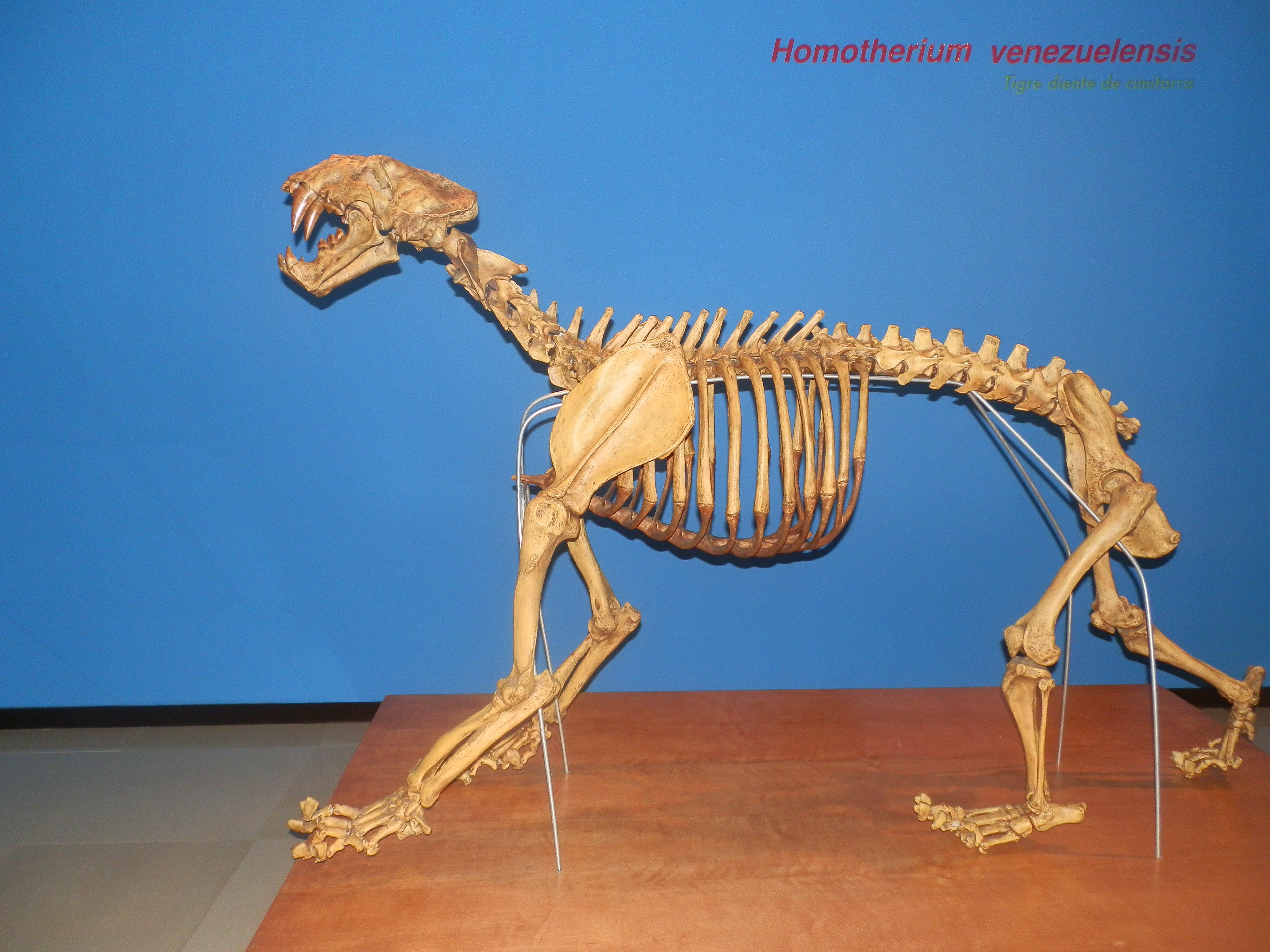
Esqueleto entero de un ejemplar del félido dientes de cimitarra (Homotherium venezuelensis)

En las excavaciones se consiguieron diversas especies fósiles correspondientes a la megafauna del pleistoceno, entre ellas están: 

### Mamíferos
En el breal de Orocual las especies de megafauna de mamíferos se destacan por su número en variedad entre estas especies están:
- Félidos:En este yacimiento se encontró el primer tigre dientes de sable de Sudamérica, Homotherium venezuelensis del género Homotherium.[1]
- Toxodontes:Toxodóntidos como M. larensis del género Mixotoxodon.[1]
- Gliptodontes:Se llegaron a conseguir géneros de gliptodóntidos como Hoplophorus, Pampatherium, H. occidentalis del género Holmesina y B. venezuelensis del Género Boreostemma.[1]
- Roedores:Roedores de la familia Erethizontidae.[1]
- Armadillos gigantes: Se llegaron a encontrar a algunos armadillos gigantes como P. leiseyi del género Pachyarmatherium y especies del género Propraopus.[1]
- Camélidos prehistóricos: Se llegaron a encontrar especies del género Palaeolama entre estas P. orocualis y P. major.[1]
- Tapíres prehistóricos: debido al clima y vegetación de selva semitropical del pleistoceno se consiguieron tapíres prehistóricos como T. webbi y T. orocualis del género Tapirus.[1]
- buitres del nuevo mundo (Cathartidae)